# Піраміда Хеопса
Піраміда Хеопса (Хуфу) — найбільша з-поміж єгипетських пірамід, єдине з «Семи чудес світу», яке збереглося до наших днів. Входить до трійки найвідоміших пірамід на плато Гіза — Хеопса, Хефрена і Мікерина.
Піраміда розташована на західному березі Нілу, у некрополі міста Гіза і є комплексом стародавніх пам'ятників, які в часи єгипетських фараонів були частиною стародавнього міста Мемфіс (сьогодні частина Великого Каїру). За монументальністю й обробкою вона перевершує всі інші піраміди на території Єгипту.
Більшість єгиптологів вважають, що піраміда була побудована близько 2560 року до н. е. і є гробницею єгипетського фараона IV династії Хуфу (Хеопса).  Проте не вдалося знайти жодного напису відносно дати створення цієї грандіозної споруди, тому існують й інші теорії щодо датування і призначення Великої піраміди. Радіовуглецевий метод вказує на період спорудження від 2840 до 2680 рр. до н. е.

## Назва
|                |   |   |   |
| \| \| \| \| \| |   |   |   |
|                |   |   |   |
| x              | w | f | w |

| x | w | f | w |

|                |   |   |   |
| \| \| \| \| \| |   |   |   |
|                |   |   |   |
| x              | w | f | w |

| x | w | f | w |

Назва піраміди давньоєгипетською мовою «Achet-Chufu» — «Обрій Хуфу».

## Загальні відомості
За геометрією споруда є чотиригранною рівносторонньою пірамідою. Грані піраміди чітко зорієнтовані на чотири сторони світу з точністю до 3 хвилин. Піраміда, складена з 2,3 млн кам'яних блоків загальною вагою близько 7 млн тонн, заввишки 146,6 м (що дорівнює висоті п'ятдесяти-поверхового хмарочоса) і основою завдовжки 233 м. Спочатку піраміда мала довжину сторони квадратної основи 233 м, площу 54 289 м² і висоту 146,6 м. Внаслідок зняття облицювальних плит (давно поцуплених для повторного використання) і верхньої частини внутрішньої кладки вершини піраміди, а відчасти і через підйом рівня піску, ці величини складають 227,5 м, 51 756 м² і 137 м, довжина похилих граней — 173 м, а об'єм піраміди — 2,6 млн м³.
На горі лежав цілісний шматок граніту — пірамідіон. Ймовірно, він впав під час землетрусу. До XII століття (коли був збудований Лінкольнський кафедральний собор) це була найвища будівля на Землі. За рахунок наступу пустельного піску і вітрової ерозії піраміда стала нижчою майже на 10 м. Зараз на її верхівці є майданчик, який у роки Другої світової війни британський експедиційний корпус використовував як пост протиповітряної оборони. Цей майданчик є квадратом з вапнякових блоків площею 10 м². Кожен блок важить в середньому 2,5 тони, ширина найбільших — 0,90 м, середня висота — 0,68 м, але були блоки заввишки до 1,5 м. Ними викладено верхню частину піраміди.
Сам процес проектування і будівництва такої грандіозної споруди вимагав від давньоєгипетських інженерів неабияких знань і досвіду. До планування і будівництва були залучені найкращі архітектори, і каменярі Стародавнього Єгипту.
Піраміда стоїть на спеціально вирівняній скельній площині, яка по горизонталі дає відхилення менше двох сантиметрів. Ця площина зроблена з природного скельного виходу еоценових вапняків, висота якого в центрі близько 9 м. Основа піраміди квадратна, довжина однієї сторони 230 метрів. Початкова площа основи була близько 53 тисяч м².
Для будівництва було використано близько 2,3 млн блоків середньоеоценового нумулітового глинястого вапняку, укладених в 210 ярусів (нині 203). Середня вага одного блоку становить 2,5 тони. Найважчий — 7,5 тон. Загальна вага піраміди — 5,7 млн тон.
Облицювання піраміди із полірованого декоративного білого вапняку не збереглось, так само як і вкрита листовим золотом вершина споруди.
У 1168 році візир Шавур наказав спалити Каїр, щоб він не дістався хрестоносцям. Каїрці вимушені були зняти облицювальні камені з піраміди, для того щоб збудувати нові будинки.
Архітектором піраміди вважається Хеміун, візир і племінник Хеопса. Він також носив титул «Керівник всіма будівництвами фараона».

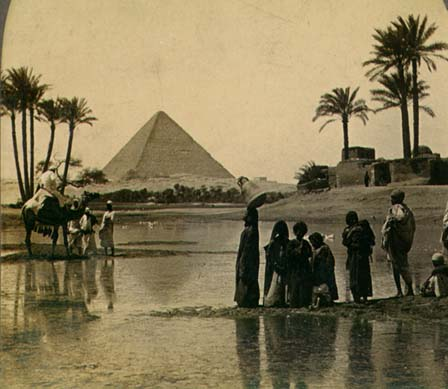
Піраміда Хеопса в середині XIX століття
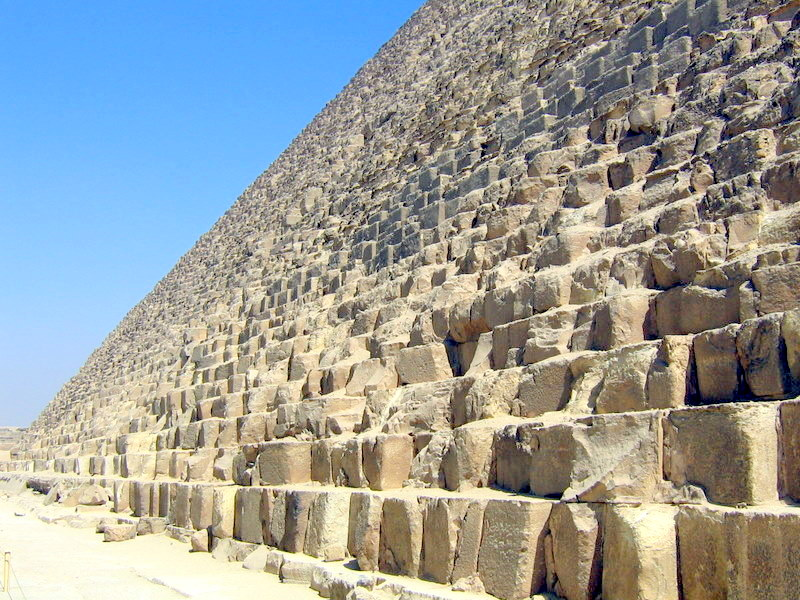
Блоки піраміди Хеопса зблизька
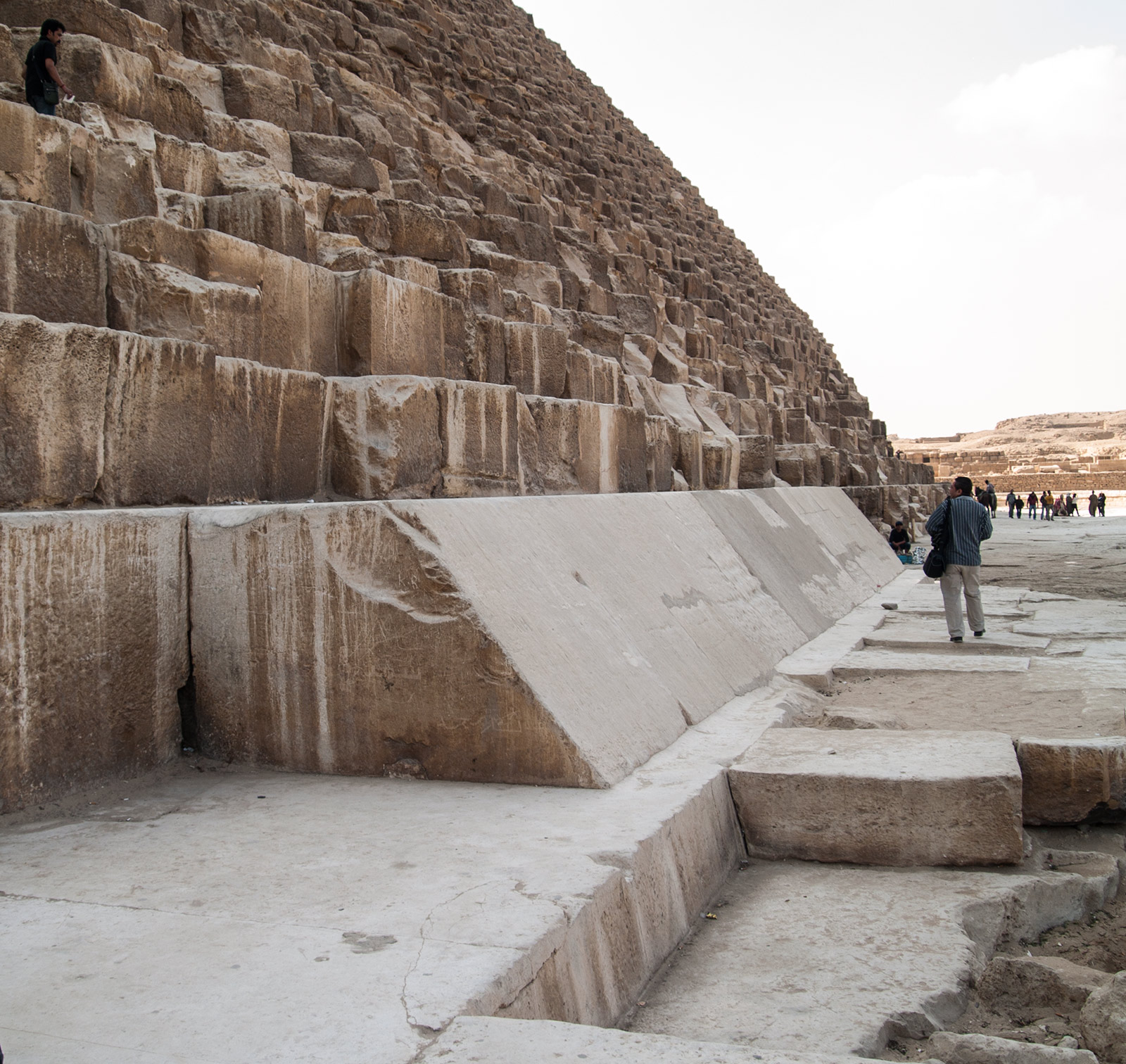
Збережене облицювання

## Архітектура
| 1. Головний вхід 2. Тунель Аль-Мамуна 3. Перехрестя і гранітні заглушки 4. Низхідний коридор 5. Незакінчена підземна камера 6. Висхідний коридор | 7. Камера цариці з витікаючими «повітроводами» 8. Горизонтальний тунель 9. Велика галерея 10. Камера фараона 11. Передкамера 12. Вертикальна шахта з гротом посередині |

Поперечний розріз піраміди:

Вхід у піраміду знаходиться на висоті 15,63 м на північній стороні на рівні 13-го ярусу. Його утворюють кам'яні плити, укладені у вигляді арки. Він був закладений гранітною заглушкою ще в часи античності. Опис цієї заглушки можна знайти у Страбона. Сьогодні туристи потрапляють всередину піраміди через 17-метровий пролом, який у 820 році зробив халіф Абу Джафар аль-Ма'мун. Він сподівався знайти там незчисленні скарби фараона, але виявив там лише відшліфовані плити білого вапняку.
Всередині споруди є три камери, низхідний і висхідний коридори, шахти невідомого призначення і майже вертикальна шахта з гротом посередині.

### Низхідний коридор
Низхідний коридор, завдовжки 105 м іде під нахилом 26°26'46". Він приводить до горизонтального коридору завдовжки 8,90 м, який веде до підземної камери.

### Підземна камера
Найнижча, незавершена камера, врізається в основу піраміди, йдучи під землю на 30 метрів.
Розміри камери 14×8,1 м, вона має форму прямокутника, витягнутого зі сходу на захід. Висота стелі камери досягає 3,5 м. Біля південної стіни камери є колодязь, завглибшки близько 3 м, від якого в південному напрямку на 16 м тягнеться вузький прохід (0,7×0,7 м у поперечнику), якій закінчується тупиком. Призначення цього ходу невідоме. Американські інженери Джон Піррінг і Говард Вайз на початку XIX ст. розібрали підлогу в камері й викопали колодязь завглибшки 11,6 м, в якому вони сподівались знайти заховану потаємну похоронну залу зі скарбами фараона. На превеликий жаль для дослідників, вони нічого не знайшли.
Щодо призначення підземної камери, то єгиптологи вважають, що спочатку вона будувалась як похоронна камера для фараона 4-ї династії Хуфу. Проте, за нез'ясованих обставин, Хеміун вирішив збудувати в піраміді іншу усипальницю, розташовану вище.

### Вертикальна шахта з гротом
Від нижньої частини Великої галереї починається вузька, майже вертикальна шахта заввишки близько 60 м, яка веде до нижньої частини низхідного коридору. Приблизно посередині її знаходиться невеличкий, скоріш за все, природний грот неправильної форми, в якому могли б розміститись максимум декілька людей. Грот розташований на «стику» кам'яної кладки піраміди і невеликого горба на вапняковому плато, яке лежить в основі Великої Піраміди. Стіни гроту частково укріплені стародавньою кам'яною кладкою.
Існує гіпотеза, що шахта була призначена для евакуації робітників, або жерців, які завершували церемонію «запечатування» основного проходу до «Камери фараона». Оскільки окремі кам'яні блоки в кладці гроту занадто великі, деякі дослідники висловлюють припущення, що грот існував на плато Гіза як окрема самостійна споруда ще задовго до будівництва піраміди, а відповідно, евакуаційна шахта будувалась з урахуванням місцезнаходження гроту. Однак, через те, що шахта саме проходилась в уже сформованій кладці, а не викладалась, про що свідчить її неправильний округлий перетин, постає питання: як будівельникам вдалось так точно вийти на грот?

### Центральна камера
Центральна камера відома як «камера цариці» (її так помилково назвали араби). Ця майже квадратна, найменша за розмірами камера (5,73 м зі сходу на захід і 5,23 м з півночі на південь) розташована саме по центру, між північною і південною сторонами піраміди. Максимальна висота стелі в камері — 6,22 м. У східній стіні камери є висока ніша. У камері не завершена підлога, і цей факт свідчить про те, що через невідомі причини, будівництво в цьому приміщенні було перервано.

### Висхідний коридор і Велика галерея
Іншою важливою частиною внутрішнього планування Великої піраміди є Велика галерея. Вона була збудована як продовження висхідного коридору. Ця архітектурна споруда з мистецьки виконаним східчастим склепінням із рядів виїмок у відполірованих вапнякових стінах.

### Камера фараона
У серці піраміди розташована «камера фараона», повністю виконана з монолітних полірованих блоків рожевого асуанського граніту. Біля західної стіни похоронної камери знаходиться царський саркофаг, в якому колись могло лежати тіло Хуфу, хоча цьому немає доказів, як і тому, що тут колись було поховання. Саркофаг висічений із цільного шматка червоного асуанського граніту. Він на 2,5 см вище за вхід до камери царя, отже, спочатку був встановлений саркофаг, а вже потім облаштовували поховальну камеру.

### Шахти
Найбільшою загадкою та унікальною особливістю піраміди є її шахти. Дві з них, виходячи з камер царя і цариці, піднімаються під нахилом на поверхню. Припускають, що це були вентиляційні канали, хоча сучасні дослідники впевнені, що ці вузькі проходи могли мати і релігійне значення, оскільки вдалось довести, що шахти будувались з урахуванням розташування астрономічних тіл. Імовірно, це було пов'язане з віруванням єгиптян про богів і душі мертвих, які мешкають у зоряному небі.

### Відкриття великої порожнини невідомого призначення
У 2017 році за допомогою вимірювання потоків мюонів, які є глибоко проникливою компонентою космічних променів, науковцям вдалося ідентифікувати у піраміді велику порожнину об'ємом близько 600 кубічних метрів, раніше невідому. Поки що незрозуміло призначення цієї порожнини: можливо там є якісь археологічні об'єкти, а можливо, вона була технічно необхідною для спорудження піраміди. Це важливе відкриття було зроблене спільними зусиллями істориків, археологів і фізиків.

### Внутрішній коридор над головним входом
2 березня 2023 року співробітники відділу єгипетських старожитностей на пресконференції, яка відбулася біля піраміди, підтвердили існування прихованого внутрішнього коридору над головним входом у Велику піраміду Гізи, відому також як піраміда Хеопса. На відео з ендоскопа було продемонстровано порожній коридор зі стінами, зробленими з грубо обтесаних кам'яних блоків, і склепінчастою кам'яною стелею. Внутрішня частина коридору є завдовжки 9 м і завширшки — 2,1 м. "Ми збираємося продовжити сканування, щоб з'ясувати, що ми можемо знайти під ним або в кінці цього коридору", — сказав Мостафа Вазірі, голова Вищої ради старожитностей Єгипту. За допомогою ендоскопа не вдалося розгледіти всередині приміщення слідів ніг або інших свідчень людської діяльності. Дослідники припускають, що цю кімнату ніхто не бачив протягом останніх чотирьох з половиною тисяч років.

## Найстарші письмові свідчення

### Геродота
На основі своїх єгипетських вражень, Геродот розповів про будівництво піраміди наступне:

«Хеопс змусив працювати на себе весь єгипетський народ, розділивши його на дві частини. Першим він наказав зайнятися доставкою до берегів Нілу блоків із каменярнь в аравійських горах. Інші займались їхнім подальшим транспортуванням до підніжжя лівійських гір. Постійно працювали 100 000 чоловіків, які змінювали один одного кожні три місяці. За десяток років праці була побудована дорога, по якій блоки доставлялись до річки. Дорога була завдовжки 5 стадій (923,5  м), 10 оргій завширшки (18,47  м) і в найвищому місці мала підйом 8 оргій (14,78  м).»

На думку Геродота, будівництво цієї дороги було не менш важким, аніж будівництво власне піраміди. Дорога була вимощена відшліфованими кам'яними плитами, прикрашеними різьбою з зображеннями тварин. Після закінчення будівельних робіт навколо піраміди і будівництва підземних будівель, які були призначені для гробниці та похоронної камери фараона, будівництво самої піраміди тривало ще 20 років.
Далі Геродот розповідав про піраміду:

«Вона квадратна. Кожна її сторона дорівнює 8 плетрам (246,26 м) і того ж розміру висота. Камені відполіровані та ретельно підігнані; кожний з них не менше 30 ступнів (9,24 м).»

Після цього вступу Геродот розповідає історію спорудження Великої піраміди, повідомляючи дуже детально, починаючи від характеристики типового єгипетського стилю і закінчуючи витратами на будівництво цього монумента:

«Ця піраміда спочатку була збудована у вигляді великих східців, складених із того, що одні називають зубцями, а інші ступенями. Така форма дозволяла піднімати інші камені за допомогою, яка була зроблена із коротких балок. Коли камінь був покладений на перший східець, його перекладали на іншу машину, яка там стояла, звідки камінь піднімався на наступний східець, де його розміщували на третю машину, оскільки машин було стільки ж, скільки було східців. Або це була переносна машина, яку переміщували з поверху на поверх, звільнивши від каменю. Таким чином, спочатку закінчували вершину, потім переходили за поверхами вниз і закінчували основу піраміди. На цій піраміді є написи, в яких вказано скільки коштів було витрачено на придбання хрону, цибулі і головок часнику, щоб прогодувати робітників. Сума витрат доходила до 6000 талантів срібла,»

Крім того, Геродот висловив припущення, що мумії фараона всередині піраміди немає:

«тіло Хеопса знаходиться у потаємній підземній гробниці на острові, який оточений водним каналом »

### Діодора
Чотири століття потому після Геродота історик Діодор Сицилійський (I століття до н. е.) відвідав Єгипет і, побачивши піраміди, причислив їх до одного з чудес світу. Як і його попередник він був вражений цим монументом. Діодор повідомив свою версію про будівництво пірамід. Загалом його свідчення збігаються зі свідченнями Геродота, проте, на противагу останньому він не вважає, що піраміди служили гробницями фараонів, яких, за його думкою, ховали таємно у спеціальних схованках.

## Сучасні гіпотези

### Призначення піраміди (версії)
Оскільки серед написів на стінах всередині піраміди відсутні офіційні тексти, багато сучасних дослідників ставлять під сумнів загальноприйняту версію, що це була дійсно гробниця для фараона Хуфу. У Великій піраміді вбачають астрономічну обсерваторію, мегалітичну культову споруду, космодром інопланетних прибульців, стародавню енергетичну установку, Храм посвячення або спадок надраси, яка прибула з Атлантиди, інформаційне «послання» людству від попередньої цивілізації, що мала місце на Землі.

### Будівництво

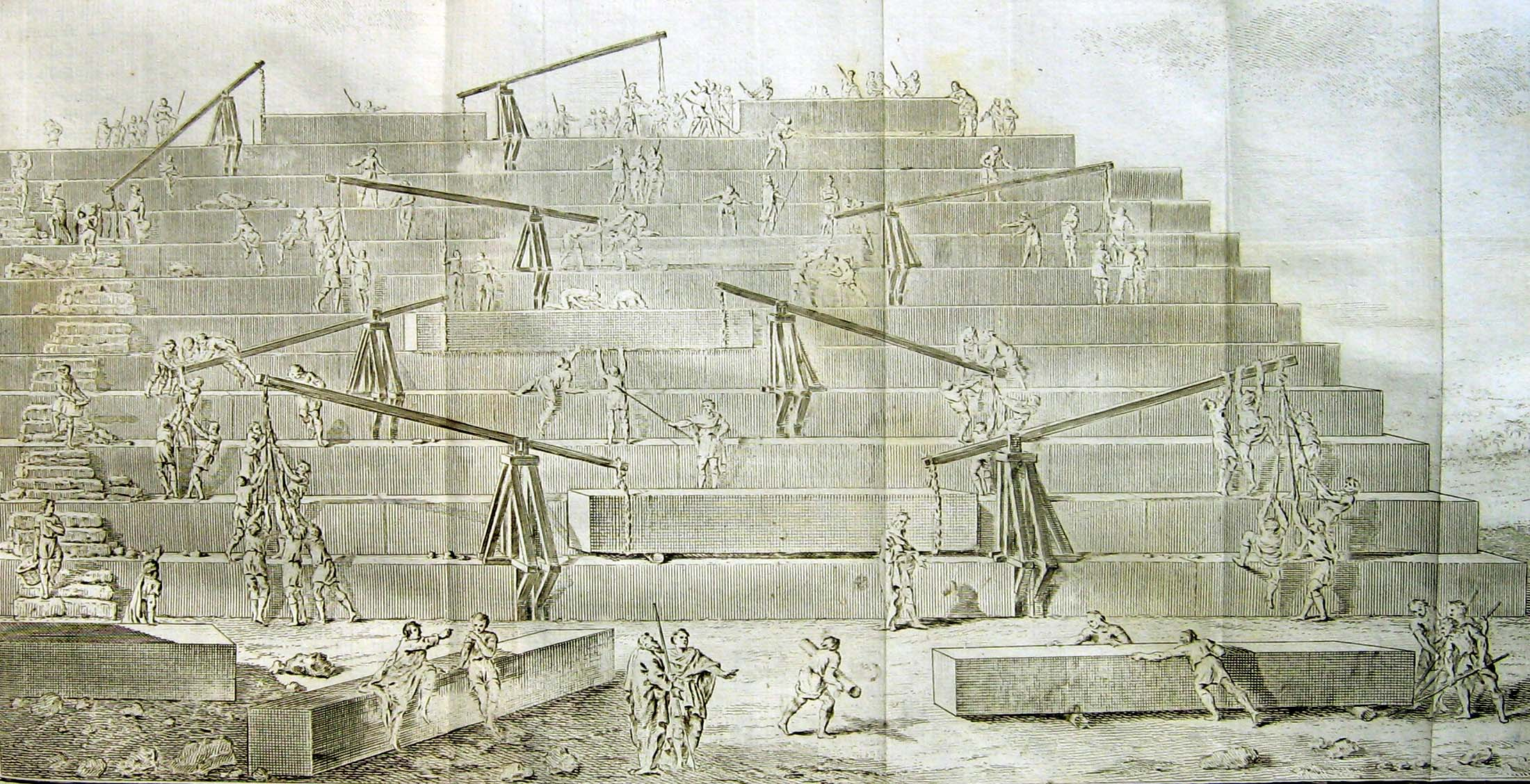
Старовинна гравюра, яка зображує будівництво піраміди Хеопса за описом Геродота

Однією з найбільших загадок Великої піраміди є питання про проєктування і будівництво настільки грандіозної споруди. Яким чином великі кам'яні блоки доставлялись на місце будівництва, піднімались і так акуратно вкладались один на одного?
Дещо про методи будівництва пірамід у Стародавньому Єгипті розповіли рельєфні малюнки на гробниці чиновника Ті із Саккари часів IV династії (2489– 2345 роки до н. е.). На ній зображена група робітників, які для установки великих обелісків і статуй використовують мотузки і спеціальні сани.
На думку німецького єгиптолога Ганса Райхардта початок будівництва виглядав так: спочатку розплановували основу під будівництво. Вона мусила бути ідеально рівна, позаяк перекоси фундаменту позначилися б на кладці. Для цього навколо скельного виходу побудували водонепроникний вал з кам'яної кладки. У квадраті, який утворився, вирубали густу мережу невеличких каналів, які перетинаються під прямим кутом, і будівельний майданчик став схожим на величезну шахівницю. Канали заповнили водою, висоту рівня води точно позначили рисками на бічних стінках, потім воду спустили. Каменотеси вирубали усе, що виступало над гладдю води, і канали знову заклали каменем.
Для підйому і установки каменів, за думкою єгиптологів, на похилих площинах будувались рампи із уламків вапняків, блоків і валунів. Єгиптолог Марк Лехнер висунув гіпотезу, що для цих цілей використовувалася спіральна рампа. Вона розпочиналась в кам'яному кар'єрі, розташованому поруч, на південний схід від піраміди. По ній блоки затягували на спеціальних дерев'яних санях на потрібну висоту. Залишки таких рамп були виявлені біля різних інших, але менших пірамід. Проте для будівництва настільки великої піраміди необхідна була рампа дуже великих розмірів і її створення було не менш складною інженерною задачею, аніж будівництво самої піраміди.
Румен В. Младов, Ян С. Р. Младов і професор інженерного будівництва Кембріджського університету Дік Перрі висунули іншу гіпотезу. В її основу лягли написи, висічені на великих блоках, які використовувались при будівництві піраміди. На них вказувалось: «Цим боком догори». Дослідники припускають, що ця інструкція не мала б сенсу, якби прямокутні блоки просто тягнули по рампах. Запропонована ними інженерна теорія зводилась до того, що камені в буквальному сенсі закочувались по рампах на піраміду за допомогою спеціально для цього створених дерев'яних пристроїв, які нагадували цільнокатане колесо. Доказом існування прототипу коліс у єгиптян є модель дерев'яного котка із пари товстих дощок з опуклим нижнім краєм, скріплених між собою круглими дерев'яними рейками. Подібна моделу знайшов британський археолог Фліндерс Пітрі в місті Дейр ель-Бахрі. Єдиним недоліком цієї гіпотези є те, що напівкруглі пристрої могли бути корисні лише при транспортуванні каменів невеликих розмірів, що не скажеш про 2,5 т блоки для Великої піраміди.
Існує цікава гіпотеза про те, що у складі споруди Піраміди Хеопса був вибудований стародавній аналог сучасного ліфта, який складався з шахти ліфта, верхня частина якої сьогодні доступна у вигляді гранітних стін і стелі Камери фараона, і такої собі опущеної донизу кабіни ліфта, верхню частину якої можна побачити у вигляді сучасної підлоги камери фараона.
У 2004 французький архітектор Жан П'єр Уден висунув теорію, що велика галерея служила шляхом для перевезення блоків у камеру фараона, у якій починався внутрішній спіральний пандус, по якому блоки витягувалися нагору. Його теорію опублікували у 2008 році у фільмі «Розгадка таємниці піраміди Хеопса».
До сьогодні вважалось, що піраміду будували 20 років. Однак, після перегляду записів давньоєгипетських жерців, у яких зазначалось, що Хуфу правив 50 років, його син Хафра 56, а правнук Хуфу — Мікерин 63 роки, можна припустити, що піраміда будувалася 40 років. Найімовірніше, що піраміду будували 32 роки, що цілком виправдовує її розміри, та зовсім невелику заселеність Єгипту на той час.

## Останній шлях фараона
Згідно з канонами давньоєгипетської релігії, смерть є лише тонкою межею, яка відділяє одне життя (земне) від іншого (загробного). Останній шлях фараона до усипальниці-піраміди повторював рух Сонця по небосхилу — зі сходу на захід. Тому багато прикрашений поховальний човен з різьбленим високим носом, який був ніби дзеркальним відбиття священного човна Ра, перетинав Ніл зі східного берегу до західного.
У святковій тиші човен із тілом фараона, повільно причалював до спеціально підготовленої пристані на західному березі Нілу, де опускався якір. Із пристані святкова процесія, яку очолювали найвищі жерці Єгипту, переносила тіло фараона до нижнього храму, який був брамою на довгому шляху фараона до загробного, нового життя. Саме з цією поховальною церемонією дослідники пов'язують утворення вірувань у середземноморських народів про підземну річку Стікс і перевізника Харона, який за невелику платню перевозить душі тих, які померли, на той бік.

## Галерея

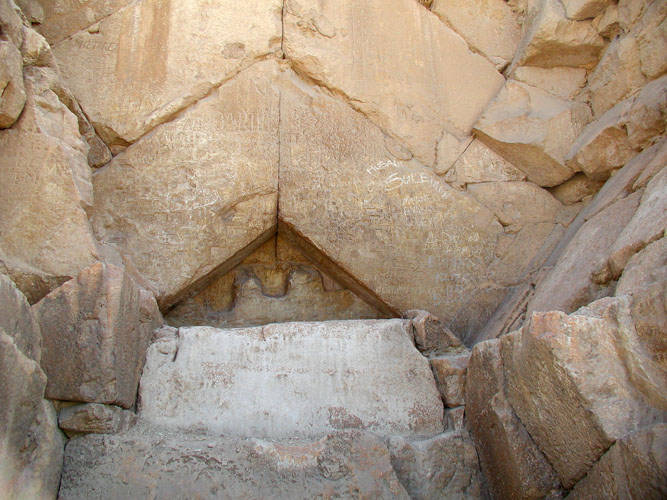
Вхід у піраміду
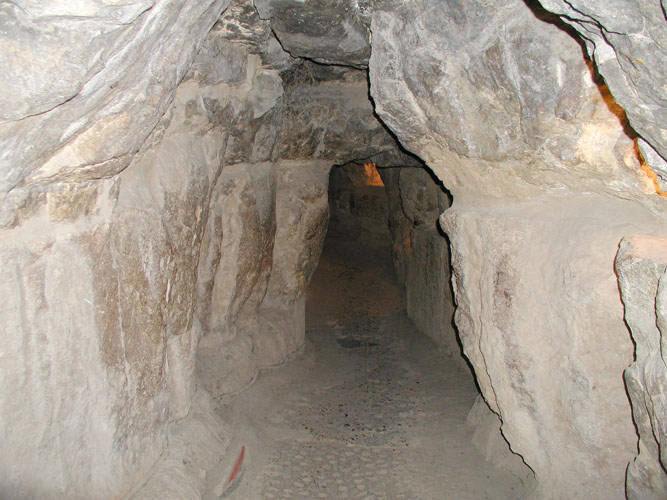
Тунель Аль-Мамуна
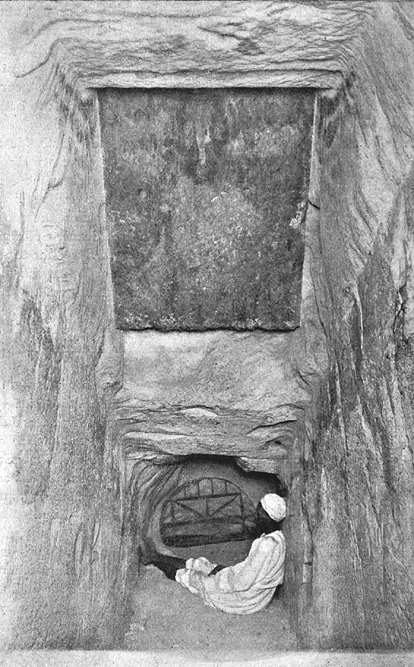
Гранітна заглушка на початку висхідного коридору
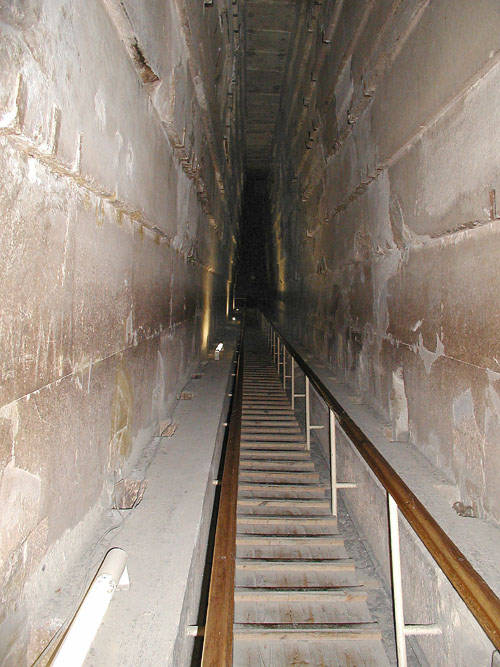
Велика галерея
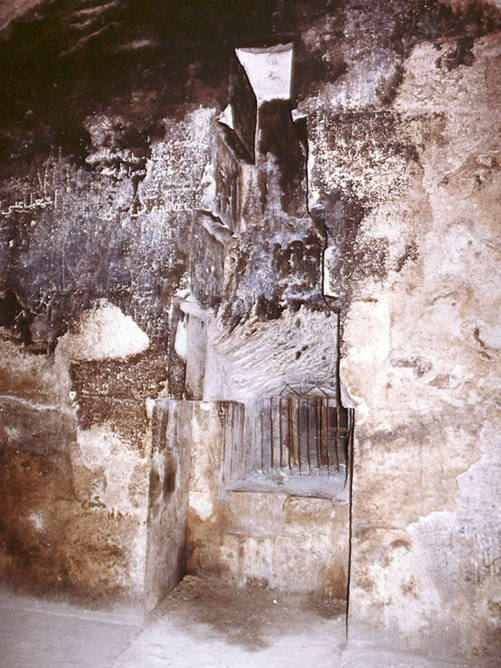
Ніша в камері цариці
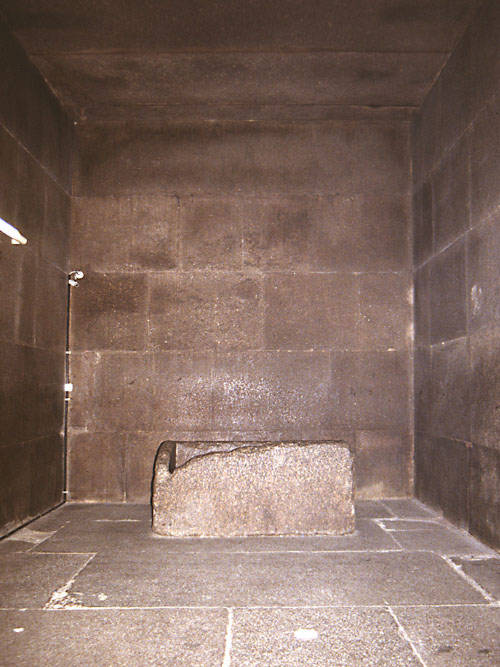
Камера фараона
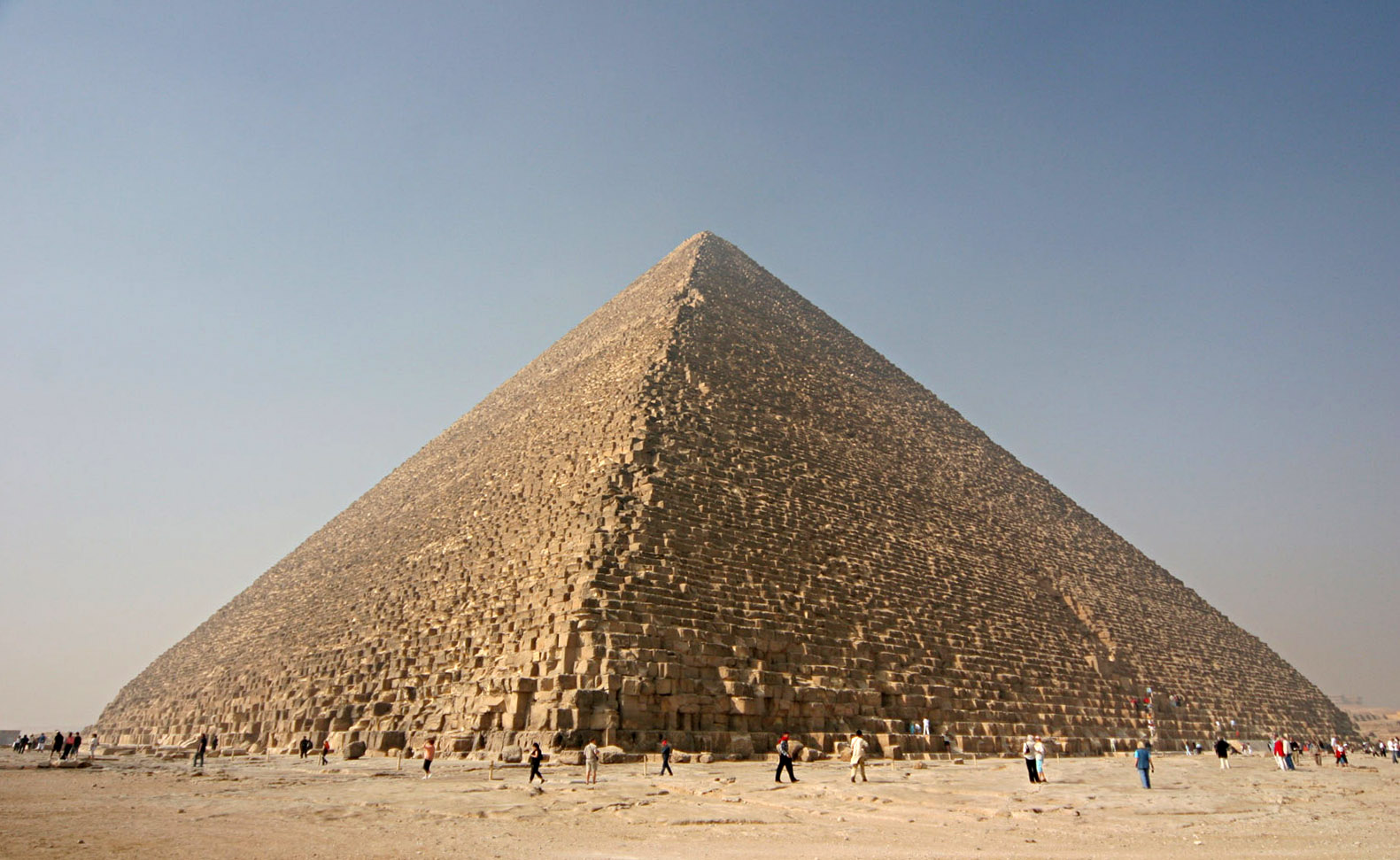
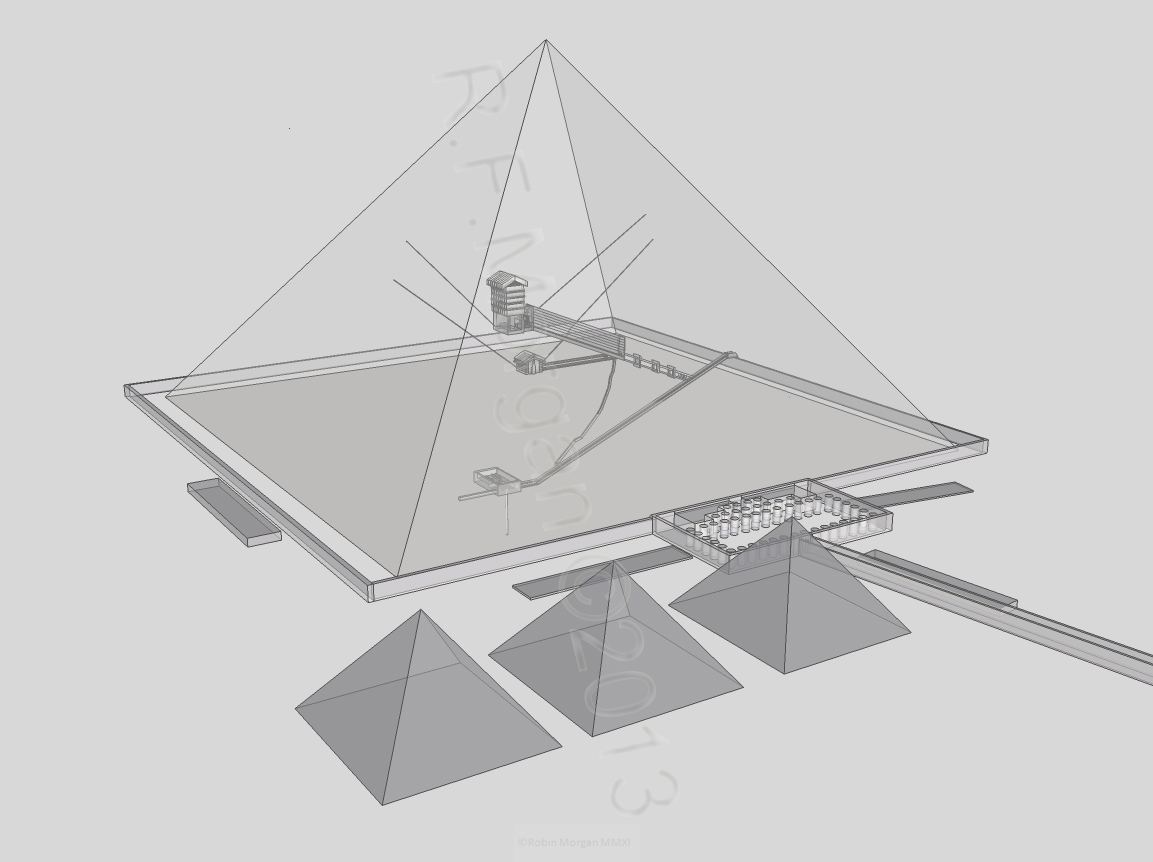
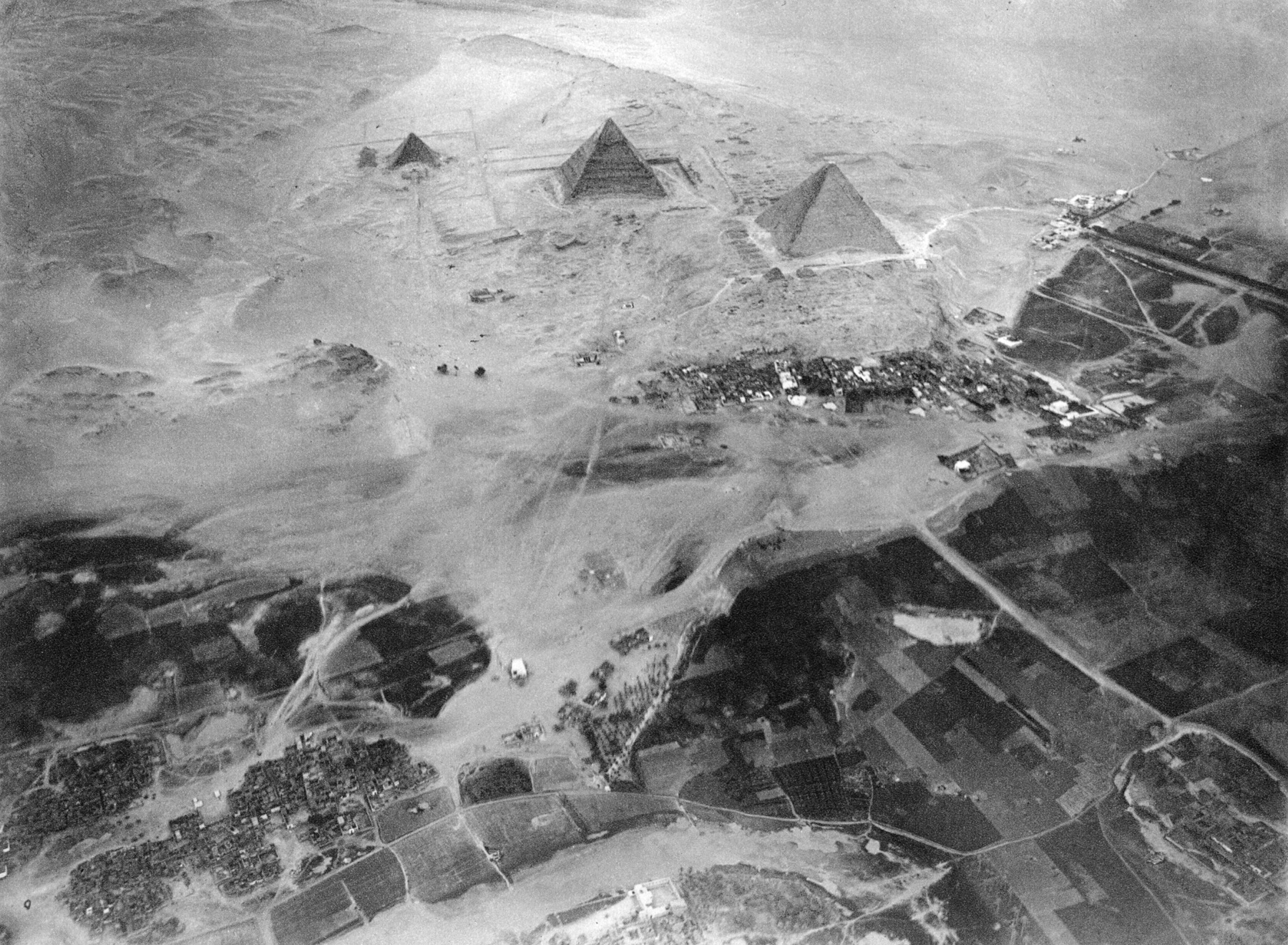

## Піраміди цариць Хеопса

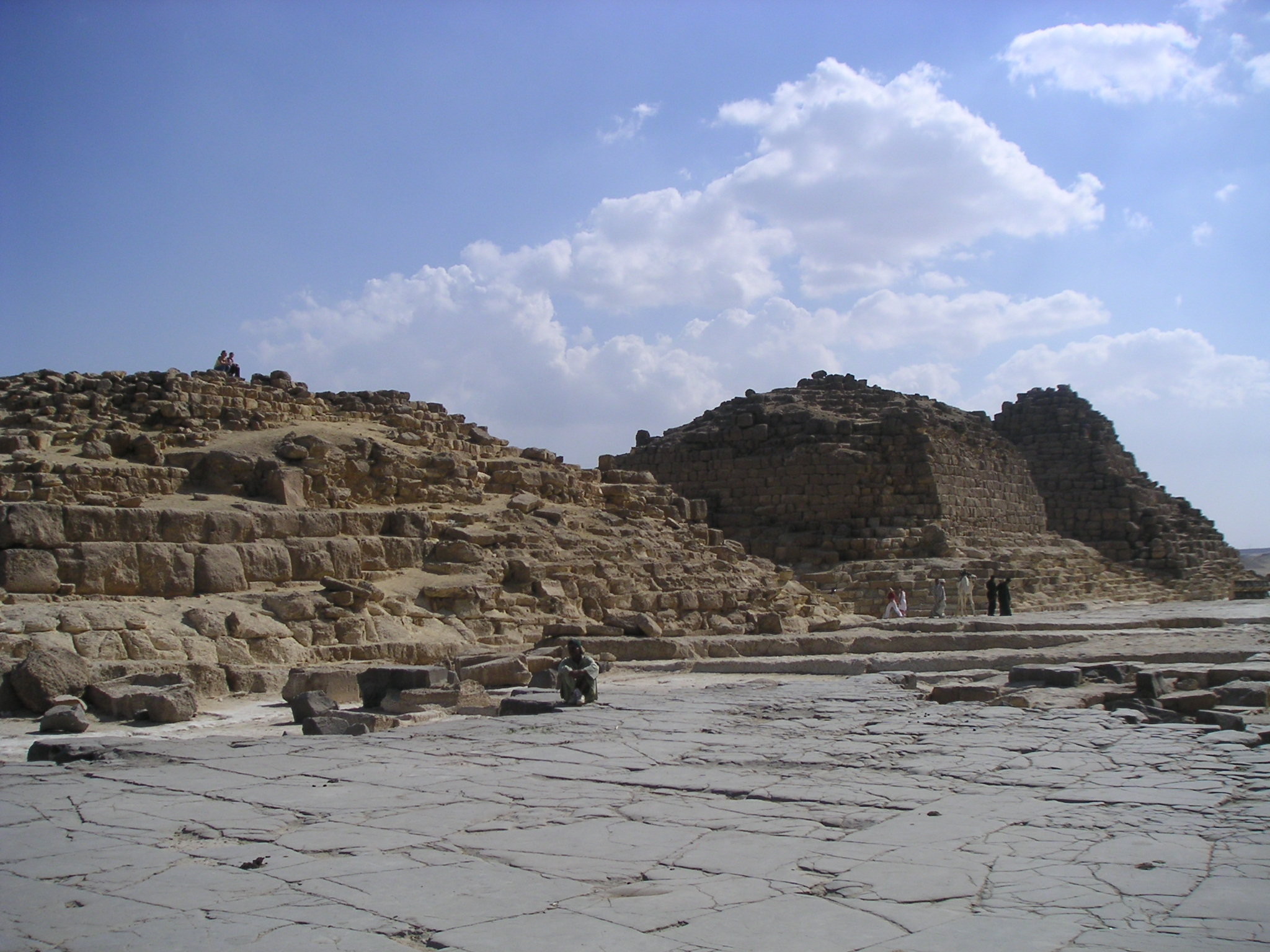
Три піраміди цариць. Зліва направо: Хетепхерес I (G1a), Мерітетіс (G1b), Хенутсен (G1c)
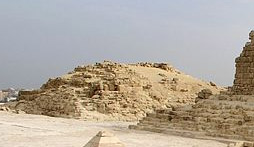
Піраміда цариці Хетепхерес I ( G1a)
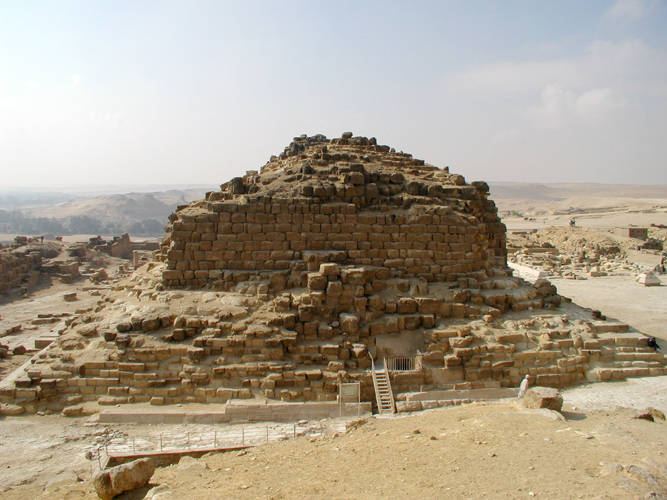
Піраміда цариці Мерітетіс ( G1b)
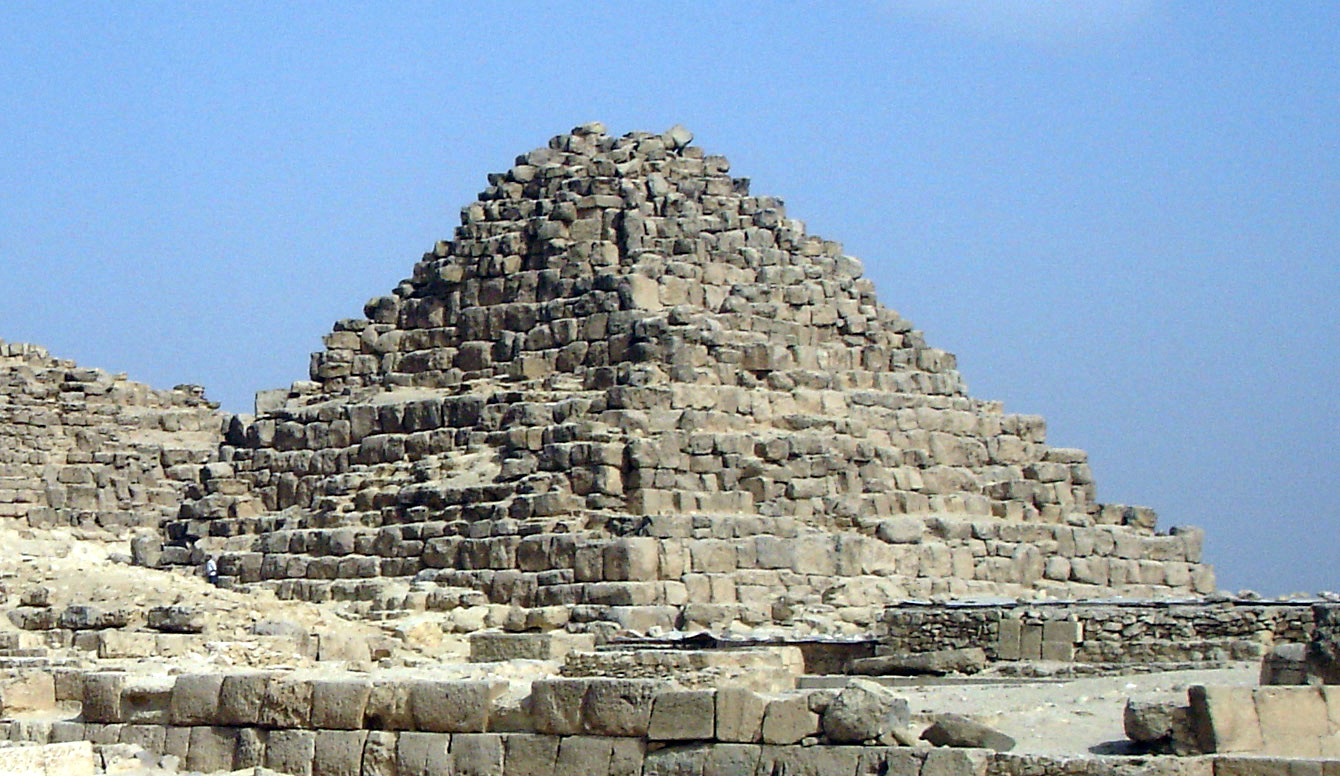
Піраміда цариці Хенутсен ( G1c)
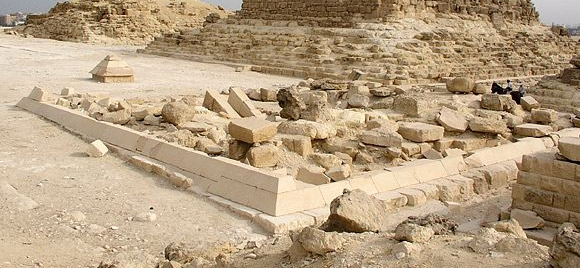
Залишки вівтаря пірамід ( G1d)
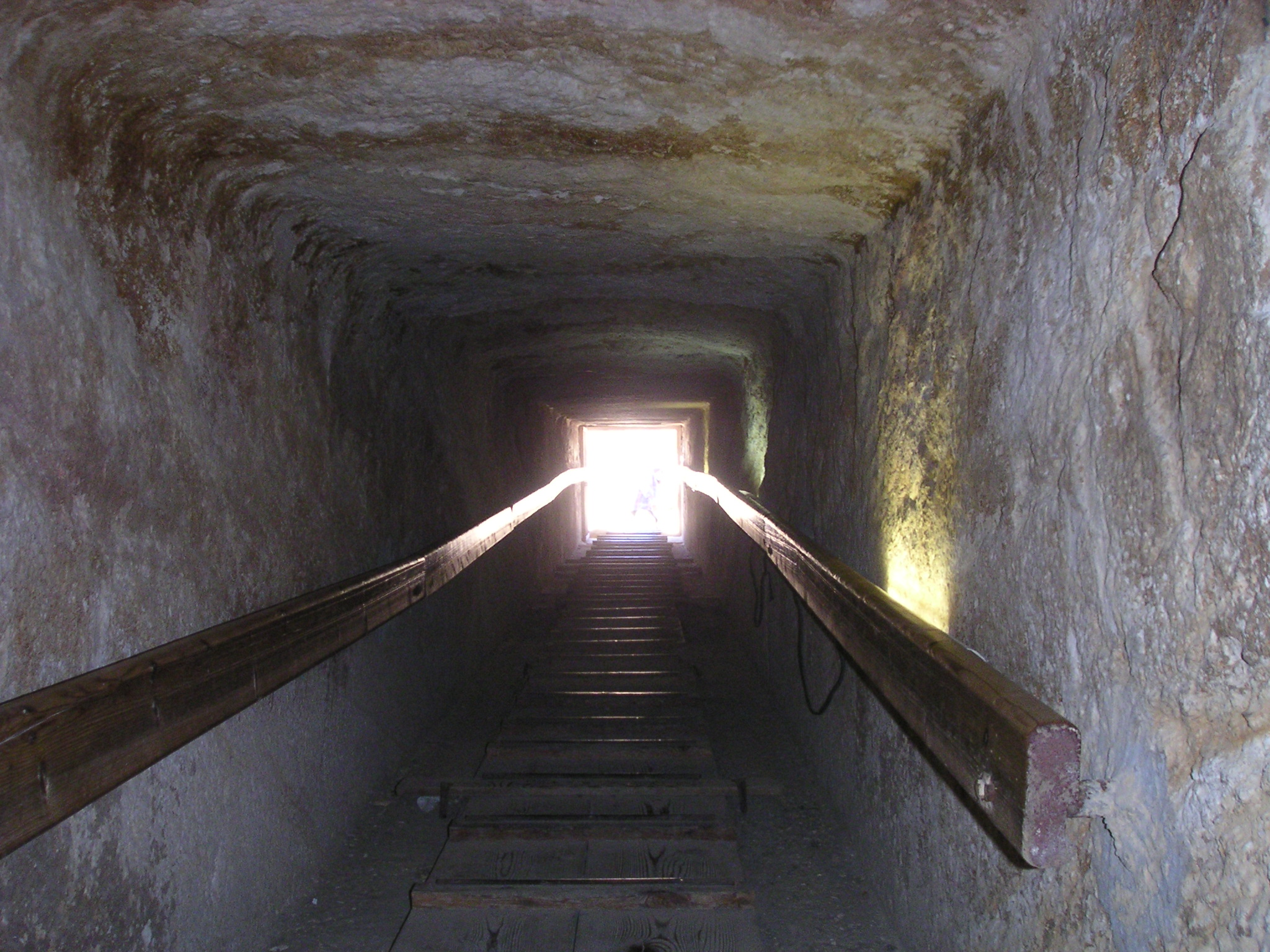
Спуск до похоронної камери Хенутсен
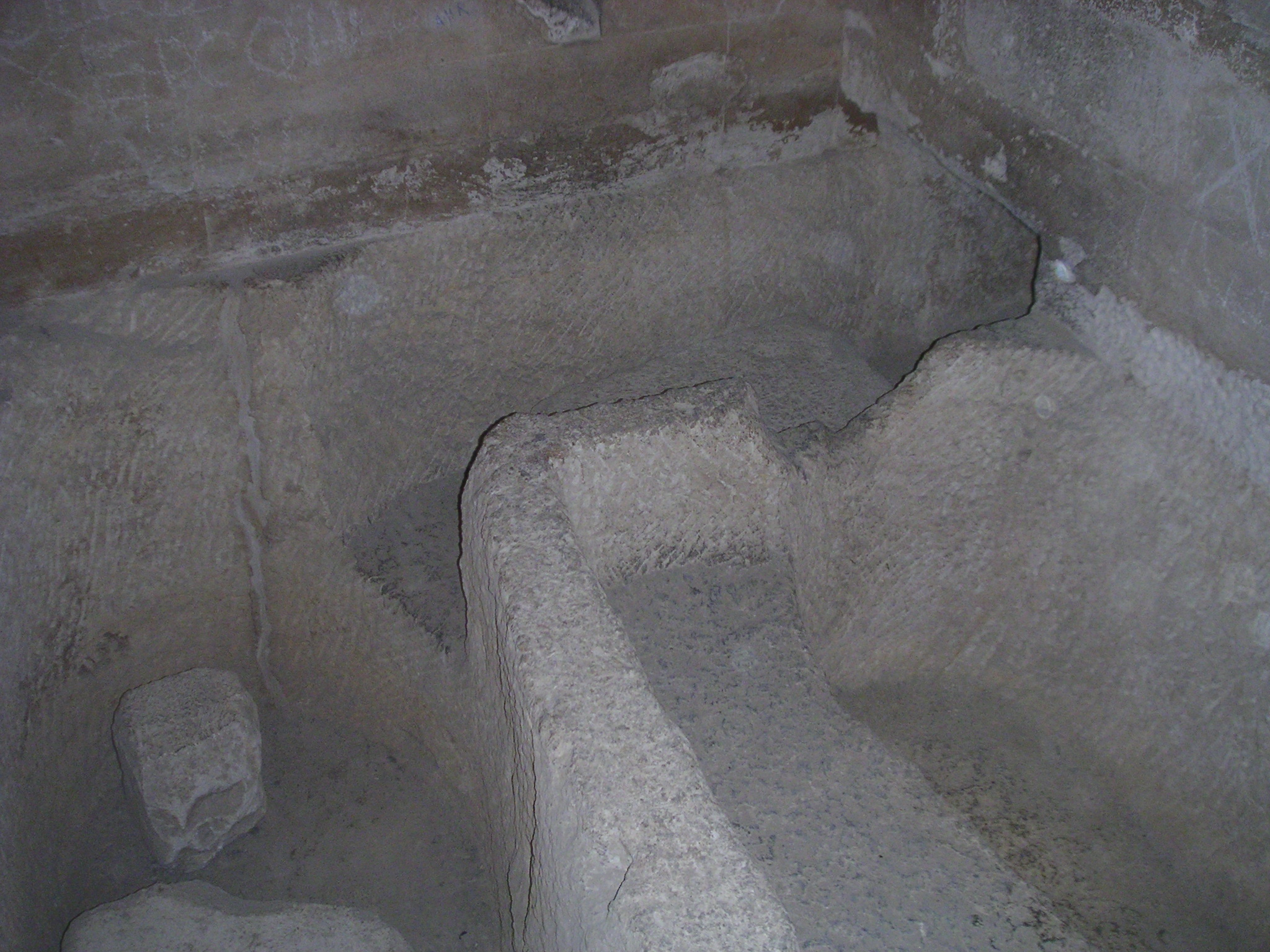
Похоронна камера Хенутсен